# Ahmed Mohammed Al Mahri
Ahmed Mohammed Mubarak Al Mahri (Abu Dhabi, 10 giugno 1988) è un calciatore emiratino, centrocampista del Baniyas.